# Идоза
Идоза је хексоза, моносахарид са шест угљеникових атома. Има алдехидну групу, и алдоза је. Не јавља се у природи, али су њене киселине важне. Састојак је дерматан сулфата и хепаран сулфата, који су гликозаминогликани. Гради се алдолном кондензацијом D- и -L глицерилалдехида. L-идоза је C-5 епимер D-глукозе.